# Agua Negra, delstaten Mexiko
Agua Negra är en ort i kommunen Tejupilco i delstaten Mexiko i Mexiko. Samhället hade 110 invånare vid folkräkningen 2020.